# Hitobia yunnan
Hitobia yunnan är en spindelart som beskrevs av Song, Zhu och Zhang 2004. Hitobia yunnan ingår i släktet Hitobia och familjen plattbuksspindlar. Inga underarter finns listade i Catalogue of Life.